# 11086 Наґатаюдзі
11086 Наґатаюдзі (11086 Nagatayuji) — астероїд головного поясу, відкритий 11 жовтня 1993 року.
Тіссеранів параметр щодо Юпітера — 3,598.
Названо на честь Наґата Юдзі (яп. ながた・ゆうじ(長田有司) наґата ю: дзі)